# Escou (miejscowość)
Escou – miejscowość i gmina we Francji, w regionie Nowa Akwitania, w departamencie Pireneje Atlantyckie.
Według danych na rok 1990 gminę zamieszkiwało 318 osób, a gęstość zaludnienia wynosiła 51 osób/km² (wśród 2290 gmin Akwitanii Escou plasuje się na 862. miejscu pod względem liczby ludności, natomiast pod względem powierzchni na miejscu 1341.).